# المدرسة الوطنية للجسور والطرق
المدرسة الوطنية للجسور والطرق (بالفرنسية: École nationale des ponts et chaussées
)‏ هي مؤسسة على مستوى الجامعة للتعليم العالي والبحث في مجال العلوم والهندسة والتكنولوجيا. تأسست في عام 1747 من قبل دانيال تشارلز ترودين [الإنجليزية]، وتعتبر واحدة من أقدم وأعرق المدارس الفرنسية الكبرى. سميت بمدرسة الجسور باريس تك من يوليو 2007 إلى يوليو 2024.
من الناحية التاريخية، كانت مهمة المدرسة الأساسية هي تدريب مسؤولي الهندسة والمهندسين المدنيين ، لكن المدرسة تقدم الآن تعليمًا واسع النطاق بما في ذلك علوم الكمبيوتر والرياضيات التطبيقية والهندسة المدنية والميكانيكا والتمويل والاقتصاد والابتكار والدراسات الحضرية والبيئة وهندسة النقل. تعد درجة مدرسة الجسور باريس تك دولية إلى حد كبير حيث يحصل 43٪ من طلابها على شهادة مزدوجة في الخارج، و 30٪ من مجموعة المهندسين من الأجانب.
يقع مقرها الرئيسي في مارن لا فالي [الإنجليزية] (ضاحية باريس) بفرنسا، وهي عضو مؤسس في معهد باريس للتكنولوجيا وكلية باريس للاقتصاد. المدرسة تابعة لوزارة البيئة والتنمية المستدامة والطاقة في فرنسا.

## وصلات خارجية
- الموقع الرسمي نسخة محفوظة 7 أبريل/نيسان 2004 على موقع واي باك مشين.